# Cox-Klemin XA-1
El Cox-Klemin XA-1 fue un biplano ambulancia aérea estadounidense de los años 20, diseñado y construido por la Cox-Klemin Aircraft Corporation para el Servicio Aérea del Ejército de los Estados Unidos.

## Diseño y desarrollo
El XA-1 fue diseñado como un avión ambulancia para reemplazar a los aviones de Havilland DH.4 modificados del Servicio Aéreo del Ejército de los Estados Unidos. El XA-1 era un biplano propulsado por un motor Liberty 12A de 313 kW (420 hp) con tren de aterrizaje convencional fijo, y tenía dos tripulantes y espacio para dos camillas. Llegaron a volar dos aviones prototipo designados XA-1 (el A-1 fue la primera asignación del sistema de designación de ambulancias del Servicio Aéreo), pero no se construyeron más aparatos.

## Operadores
Estados Unidos
- Servicio Aéreo del Ejército de los Estados Unidos

## Especificaciones
Referencia datos: Aerofiles

### Características generales
- Tripulación: Dos
- Capacidad: Dos literas
- Longitud: 9,4 m (30,7 ft)
- Envergadura: 13,4 m (44 ft)
- Planta motriz: 1× motor lineal V-12 refrigerado por agua Liberty L-12A.
  - Potencia: 310 kW (427 HP; 422 CV)

### Rendimiento
- Velocidad máxima operativa (Vno): 195 km/h (121 MPH; 105 kt)

## Aeronaves relacionadas

### Secuencias de designación
- Secuencia A-_ (Ambulancia del USAAS, 1919-24): A-1 - A-2